# Got7
Got7 (kor. 갓세븐; zapis stylizowany: GOT7) – wielonarodowy K-popowy boys band utworzony przez JYP Entertainment w 2014 roku. W skład zespołu wchodzi 7 członków: lider Jay B, Mark, Jinyoung, Jackson, Youngjae, BamBam i Yugyeom. Tworzą oni wielonarodową grupę, której członkowie pochodzą z Korei Południowej, Hongkongu, Tajlandii oraz Stanów Zjednoczonych. Got7 wydali swój debiutancki minialbum zatytułowany Got It? 20 stycznia 2014 roku. 22 października 2014 zadebiutowali w Japonii oraz wydali ich pierwszy japoński singel Around The World. Nazwa ich oficjalnego fanklubu to IGot7.
W 2014 Got7 zdobyli nagrodę „Best New Artist Group” na Seoul Music Awards oraz otrzymali 3 nominacje podczas 29. Golden Disk Awards, wygrywając kategorie takie jak „Newcomer Award” oraz „China Goodwill Star Award”.

## Historia

### Przed debiutem
Dwaj członkowie JB oraz Junior (później Jinyoung) oryginalnie zadebiutowali jako duet popowy JJ Project w 2012 roku z debiutanckim CD singlem Bounce, podczas gdy Mark, Jackson, BamBam oraz Yugyeom brali udział w 4 sezonie reality-show WIN: Who Is Next, który został wyemitowany 6 września 2013 roku.

### 2014: debiut zGot It?,Got LoveorazIdentify

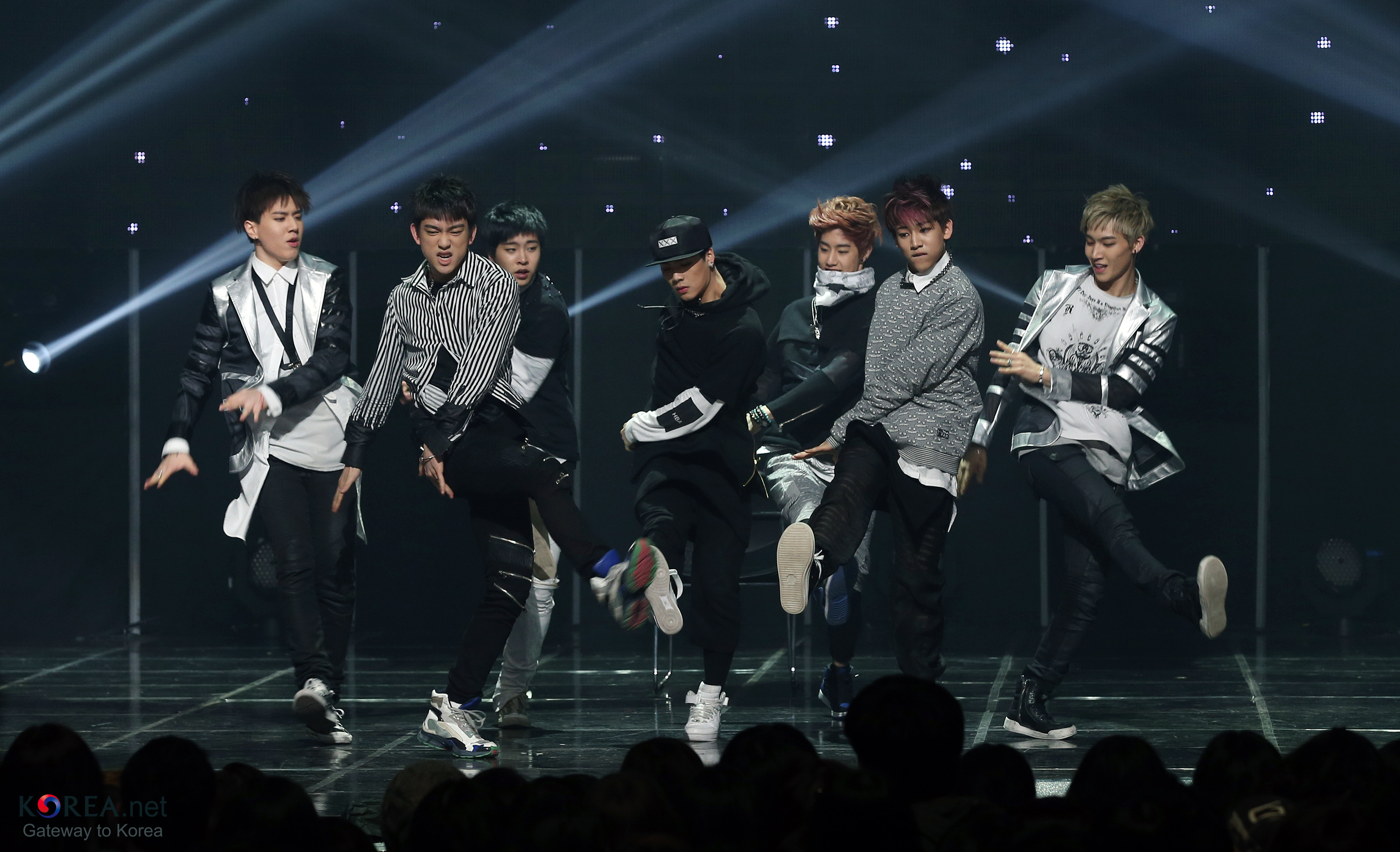
Got7 podczas występu w M Countdown

JYP Entertainment zapowiedziało utworzenie zespołu Got7 1 stycznia 2014 roku. Byli pierwszym boysbandem JYP od debiutu 2PM w 2008 roku. Got7 zostali opisani jako grupa hip-hopowa, która w swoich występach łączy style tricking i b-boying. Styl ten był porównywany ze stylem zespołu 2PM, znanego z akrobatycznych stylów tanecznych. Grupa wydała 20 stycznia 2014 roku swój pierwszy minialbum, zatytułowany Got It?, z głównym singlem „Girls Girls Girls”. Osiągnął 1. miejsce na liście Billboard World Album Chart oraz zajął 2. pozycję na liście Gaon Album Chart. Got7 zadebiutowali w programie muzycznym 16 stycznia 2014 roku, w M Countdown Mnetu, wykonując swój debiutancki singel „Girls Girls Girls”. Niedługo po debiucie grupa podpisała kontrakt z japońską wytwórnią Sony Music Entertainment Japan i zorganizowała showcase w Japonii dla 9000 fanów.
23 czerwca został wydany drugi minialbum zespołu, zatytułowany GOT♡, promowany przez singel „A”. Piosenka została napisana i wyprodukowana przez J.Y. Park, a teledysk do niej został nakręcony w Shah Alam, w Malezji. Dla nowego wydawnictwa grupa postanowiła zaprezentować jaśniejszy i bardziej kolorowy image niż styl przedstawiony podczas debiutu. 18 listopada zespół wydał swój pierwszy album studyjny, zatytułowany Identify, a także teledysk do głównego singla „Stop Stop It”. Piosenka zadebiutowała na 4. miejscu Billboard World Digital Songs Chart. W październiku zespół udał się w swoją pierwszą trasę po Japonii, GOT7 1st Japan Tour 2014, i wydał pierwszy japoński singel 22 października – „Around the World”, który uplasował się na 3. miejscu listy singli Oricon.

### 2015:Just RightorazMAD
W styczniu firma Got7 otrzymała nagrodę „New Artist Award” podczas 29. Golden Disc Awards oraz na 24. Seoul Music Awards. W tym samym miesiącu Got7 wystąpili we własnym serialu internetowym Dream Knight, który był współprodukcją Youku Tudou i JYP Pictures, a główną rolę kobiecą odegrała aktorka Song Ha-yoon. Serial opowiada historię dziewczyny, która dzieli marzenia, miłość i przyjaźń z grupą tajemniczych chłopców; zgromadził blisko 13 milionów odsłon łącznie. Program otrzymał nagrody „Best Drama Award”, „Best Director Award” i „Rising Star Award” na festiwalu K-Web Fest w lipcu.
10 czerwca 2015 roku grupa wydała drugi japoński singel, „Love Train”, i uplasował się na 4. miejscu listy singli Oricon. Aby promować swój singel, Got7 zorganizowali spotkania z fanami w Tokio oraz Osace w Japonii. Got7 wydali swój trzeci minialbum Just Right 13 lipca 2015 roku, a także teledysk do piosenki tytułowej. Teledysk do „Just Right” osiągnął ponad milion odtworzeń w ciągu 12 godzin na YouTube, a piosenka zajęła 3. miejsce na liście Billboard World Digital Songs.
Got7 wydali swój trzeci japoński singel „Laugh Laugh Laugh” 23 września. Sprzedał się w liczbie 14 tys. kopii w pierwszym dniu sprzedaży oraz zadebiutował na 1. miejscu Oricon Singles Chart, a ostatecznie zajął najwyższą 2 pozycję.
Czwarty minialbum zespołu, zatytułowany MAD, ukazał się 29 września wraz z teledyskiem do głównej piosenki „If You Do”. Dzień po wydaniu płyta osiągnęła pozycję numer 1 na listach iTunes w 6 krajach.
22 listopada grupa wydała teledysk do piosenki „Confession Song” który osiągnął ponad milion wyświetleń w mniej niż 24 godziny. Dzień później miał swoją premierę repackage album MAD Winter Edition, na którym znalazły się dodatkowo trzy utwory „Confession Song”, „Everyday” i „Farewell”.

### 2016:Flight Log: Departure, trasaFly TourorazFlight Log: Turbulence

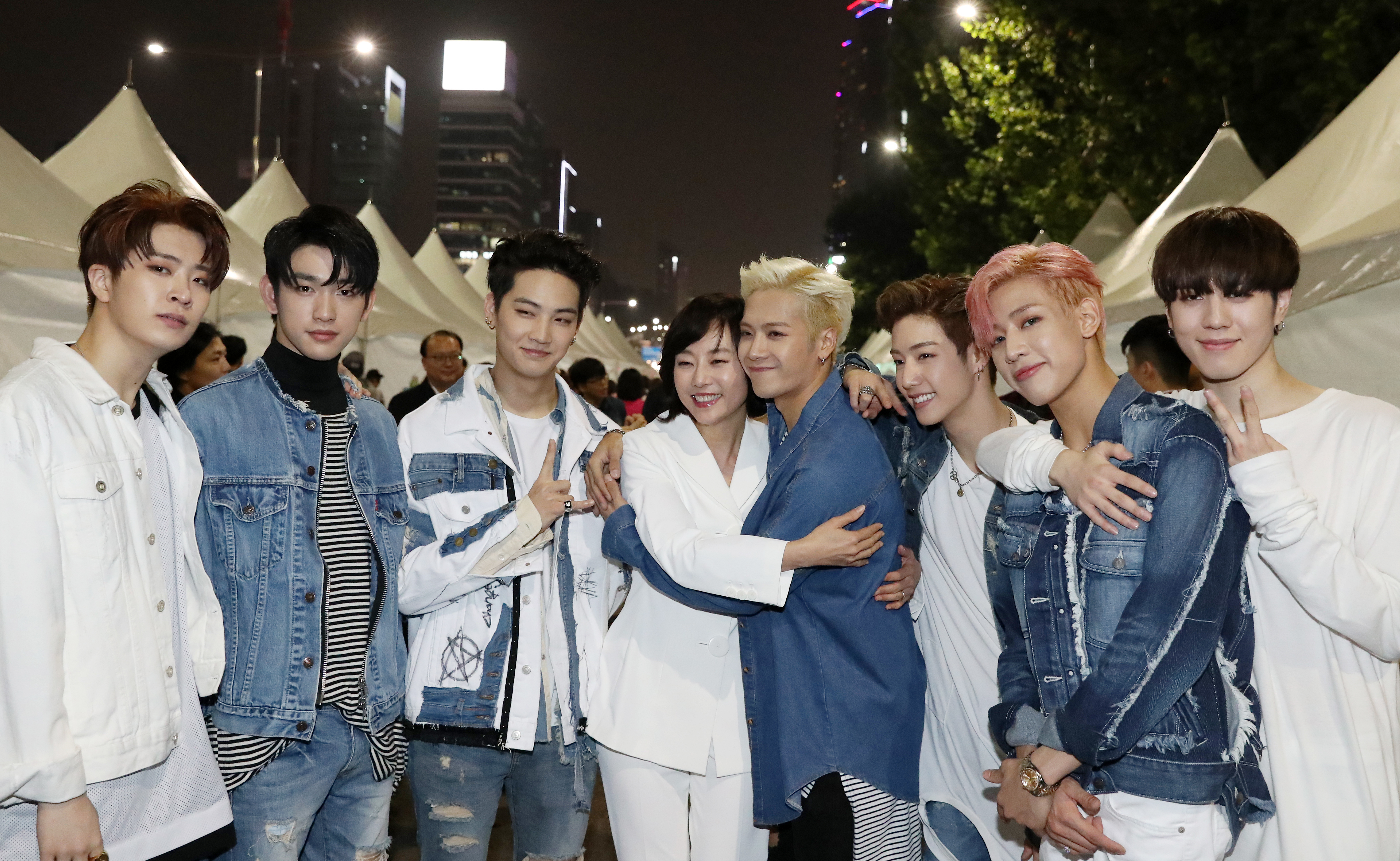
Got7 z Cho Yoon-sun, Ministerstwa Kultury, Sprotu i Turystyki, podczas Korea Sale Festa we wrześniu 2016

3 lutego 2016 roku Got7 wydali swój pierwszy japoński album studyjny, zatytułowany Moriagatteyo (jap. モリ↑ガッテヨ). Na płycie znalazły się także trzy wcześniej wydane single oraz japońskie wersje czterech koreańskich piosenek: „Girls Girls Girls”, „A”, „Stop Stop It” i „Just Right”. Album znalazł się na drugim miejscu na listy Oricon Albums Chart.
15 lutego Got7 i Twice z tej samej agencji zostali nowymi ambasadorami marki odzieżowej NBA Style Korea. 21 marca ukazał się piąty minialbum zespołu, Flight Log: Departure, oraz główny singel „Fly”. 9 kwietnia zostali pierwszym koreańskim artystą, który znalazł się na liście „Billboard's Artist 100” od czasu PSYa, zajmując 45. miejsce. Flight Log: Departure zadebiutował na 2. miejscu listy Heatseekers Albums oraz World Albums Chart. 12 kwietnia wydano cyfrowy singel „Home Run”, drugi główny singel z minialbumu Flight Log: Departure.
29 kwietnia zespół rozpoczął w Seulu trasę Fly Tour, która obejmowała koncerty w Korei Południowej, Chinach, Tajlandii, Singapurze oraz w Stanach Zjednoczonych.
W pierwszym półroczu grupa została modelem tajskich marek IT'S SKIN, softlens BAUSCH+LOMB oraz Est Cola. W celach promocyjnych marki BAUSCH+LOMB BamBam i Jinyoung wystąpili w krótkim filmie zatytułowanym Sanctuary, który został wydany 11 maja z udziałem trzech tajskich aktorów.
27 września Got7 wydali swój drugi album studyjny, zatytułowany Flight Log: Turbulence, który składał się z trzynastu utworów, w tym głównego „Hard Carry”. Członkowie zespołu przyczynili się do powstania kompozycji i tekstów 11 utworów z płyty. Album sprzedał się w liczbie ponad 200 tys. egzemplarzy kopii w Korei Południowej i zadebiutował na 1. pozycji listy World Albums Billboardu, sprzedając się w liczbie 2000 kopii w Stanach Zjednoczonych.
16 listopada Got7 wydali swój pierwszy japoński minialbum Hey Yah. Zajął trzecie miejsce na liście Oricon. Utwór „Over & Over” został wyprodukowany przez Jang Woo-younga z 2PM, który wcześniej współpracował z zespołem. „Fly” uplasował się na 15 pozycji końcoworocznej listy Billboard World Albums, a także zajął 6. miejsce na liście World Albums Artists Billboardu.

### 2017:Flight Log: Arrivali7 for 7
W lutym 2017 roku została ponownie otwarta strefa darowizn G+ Star Zone, w której znalazły się portrety Got7 w skali 1:1; punkt otwarto, aby zebrać fundusze w ich imieniu w celu pomocy nastolatkom znajdującym się w trudnej sytuacji finansowej.
13 marca ukazała się trzecia część trylogii „Flight Log” – minialbum Flight Log: Arrival, który sprzedał się w liczbie 220 tys. egzemplarzy tylko w przedsprzedaży, i w liczbie 310 tys. kopii z dniem 14 kwietnia. Ponadto minialbum uplasował się na 1. miejscu rankingów albumów Gaon i Hanteo w marcu, a także na szczycie listy Billboard World Albums.
24 maja grupa wydała nowy singel w Japonii, „My Swagger”, który znalazł się na 1. pozycji listy Billboard Top Singles Sales i zajął 3. miejsce na liście singli Oricon.
10 października grupa wydała siódmy minialbum, zatytułowany 7 for 7. Główny singel „You Are” został napisany i skomponowany m.in. przez lidera grupy JB, a płyta zawiera także piosenki napisane i skomponowane przez pozostałych członków Got7. Po premierze minialbumu, utwór „You Are” znalazł się na 1. miejscu list przebojów w czasie rzeczywistym w Korei Południowej.
15 listopada ukazał się drugi japoński minialbum, zatytułowany TURN UP. Znalazł się na 3. miejscu listy Oricon Albums Chart. W tym samym czasie odbyli trasę koncertową w Japonii, pt. GOT7 Japan Tour 2017 “TURN UP”. Był to pierwszy album grupy, w którego tworzeniu Jackson nie brał udziału z powodu problemów zdrowotnych i sprzecznych harmonogramów, przez co nie brał udziału w japońskiej promocji, z wyjątkiem specjalnych okazji.
7 grudnia ukazał się repackage płyty 7 for 7 wydany jako „present edition”, w dwóch wersjach i z nowymi zdjęciami członków zespołu. Wraz z ponownym wydaniem minialbumu grupa wydała wideo performansowe dla piosenki „Teenager”.

### 2018:Eyes On YouiPresent: You
9 marca Got7 zostali mianowani honorowymi ambasadorami Korea's National Fire Agency.
12 marca zespół wydał swój ósmy minialbum Eyes On You. Główny utwór „Look” został napisany i skomponowany przez JB, wspólnie z innymi członkami, którzy mieli swój wkład w powstanie albumu. Po wydaniu albumu „Look” znalazł się na szczycie czterech list przebojów w czasie rzeczywistym w Korei. Płyta również znalazła się na szczycie listy albumów iTunes w dwudziestu krajach i w dziennym rankingu Hanteo dla sprzedaży albumów fizycznych. Album zadebiutował również na liście Billboard World Albums na 2. pozycji. Sprzedał się w nakładzie ponad 300 tys. egzemplarzy i zdobył certyfikat Platinum w kategorii albumów.
W dniach 4-6 maja Got7 rozpoczęli swoją trasę 2018 Eyes On You World Tour koncertami w Seulu. Koncerty były kontynuowane przez całe lato, wyprzedając się podczas przystanków w Azji, Europie, Ameryce Północnej i Ameryce Południowej. Podczas trasy koncertowej po Stanach Zjednoczonych, Got7 zostali pierwszą grupą K-popową, która wystąpiła w Brooklyn's Barclays Center.
W maju i czerwcu Got7, w będąc w trakcie światowego tournée, odbyli trasę koncertową po Japonii – Got7 Japan Fan Connecting Hall Tour 2018: THE New Era w celu promocjo japońskiego singla „THE New Era”, który ukazał się 20 czerwca. Singel znalazł się na 2. pozycji listy Oricon i na szczycie listy Japan Hot 100.
17 września ukazał się trzeci album studyjny zespołu, pt. Present: You, a 3 grudnia jego wersja repackage, pt. Present: You & Me. Po wydaniu płyty główny utwór „Lullaby” znalazł się na szczycie najważniejszych rankingów muzycznych w Korei. Sam album także zajął 1. pozycję na listach albumów iTunes w 25 krajach. Podczas promowania płyty Got7 zostali trzecią męską grupą, która miała swój comeback show na Mnet za pośrednictwem kanału telewizyjnego, Facebooka i YouTube. Got7 Comeback Show został wyemitowany dwie godziny po premierze nowego wydawnictwa. Sprzedał się w nakładzie ponad 300 tys. egzemplarzy i zdobył certyfikat Platinum w kategorii albumów. 3 grudnia 2018 roku ukazał się repackage album, pt. Present: You & Me.

### 2019:I WON’T LET YOU GO, unit Jus2,Spinning Top,LOVE LOOPiCall My Name
30 stycznia 2019 roku Got7 wydali trzeci japoński minialbum, pt. I WON’T LET YOU GO, który uplasował się na 1. pozycji listy Oricon.
13 lutego JYP Entertainment opublikowała zwiastun zapowiadający drugą podgrupę Got7 – Jus2, w której skład weszli JB i Yugyeom. 3 marca ukazał się teledysk do piosenki „Focus on Me” z ich minialbumu, Focus, który ukazał się 5 marca. Duet udał się w trasę JUS2 Focus Premiere Showcase Tour od 7 kwietnia do 4 maja.
Dziewiąty koreański minialbum, Spinning Top, został wydany 20 maja.
31 lipca zespół wydał czwarty japoński minialbum, zatytułowany LOVE LOOP. Uplasował się na 2. pozycji listy Oricon. Trasa Our Loop Tour promująca płytę trwała od 30 lipca do 18 sierpnia.
4 listopada, grupa wydała dziesiąty koreański minialbum, zatytułowany Call My Name. Głównym singlem z płyty był utwór „You Calling My Name” (kor. 니가 부르는 나의 이름).
26 listopada, podczas ceremonii Asia Artists Awards, grupa wygrała swoją pierwszą główną nagrodę (Daesang) w kategorii Performance Of The Year.

### 2020–2021:Dye,Breath of Love: Last Piecei odejście z JYP
20 kwietnia 2020 roku ukazał się jedenasty koreański minialbum pt. Dye. Głównym singlem z płyty był utwór „Not By The Moon”. Płyta zadebiutowała również na liście Billboard World Albums na 4. pozycji. Album w 2020 roku sprzedał się w liczbie 454 293 egzemplarzy.
30 listopada zespół wydał czwarty album studyjny, zatytułowany Breath of Love: Last Piece, wraz z teledyskiem do głównego singla „Last Piece”. Tydzień przed premierą miał swoją premierę utwór „Breath”.
10 stycznia 2021 roku JYP Entertainment poinformowało, że ich kontrakt z zespołem wygasł. Dzień później agencja wydała oficjalne oświadczenie, że 19 stycznia 2021 roku wszyscy członkowie opuszczą firmę po wygaśnięciu ich kontraktów na wyłączność, w rezultacie ich aktywność zespołu została wstrzymana do odwołania.
20 lutego zespół wydał cyfrowy singel pt. „Encore”, do którego został także nagrany teledysk, po czym członkowie skupili się na aktywnościach solowych.

### Od 2022:Got7
6 maja 2022 roku grupa ujawniła nowe logo i uruchomiła nowe konta w mediach społecznościowych pod wytwórnią Warner Music Korea.
23 maja zostanie wydany minialbum Got7.

## Członkowie
| Pseudonim   | Pseudonim | Prawdziwe imię     | Prawdziwe imię | Pozycja                                                         | Data urodzenia         | Miejsce urodzenia |
| Latynizacja | Hangul    | Latynizacja        | Zapis          | Pozycja                                                         | Data urodzenia         | Miejsce urodzenia |
| ----------- | --------- | ------------------ | -------------- | --------------------------------------------------------------- | ---------------------- | ----------------- |
| Mark        | 마크      | Mark Tuan          | –              | Główny raper, główny tancerz, wokalista pomocniczy, twarz grupy | 4 września 1993(dts)   | Stany Zjednoczone |
| Jay B (JB)  | 제이비    | Lim Jae-beom       | 임재범         | Lider, główny wokalista, tancerz prowadzący, twarz grupy        | 6 stycznia 1994(dts)   | Korea Południowa  |
| Jackson     | 잭슨      | Wang Ka-yee        | 王嘉爾         | Raper prowadzący, główny tancerz, wokalista pomocniczy          | 28 marca 1994(dts)     | Hongkong          |
| Jinyoung    | 진영      | Park Jin-young     | 박진영         | Wokalista prowadzący, tancerz prowadzący                        | 22 września 1994(dts)  | Korea Południowa  |
| Youngjae    | 영재      | Choi Young-jae     | 최영재         | Główny wokalista                                                | 17 września 1996(dts)  | Korea Południowa  |
| BamBam      | 뱀뱀      | Kunpimook Bhuwakul | กันต์พิมุกต์ ภูวกุล   | Główny raper, tancerz prowadzący                                | 2 maja 1997(dts)       | Tajlandia         |
| Yugyeom     | 유겸      | Kim Yu-gyeom       | 김유겸         | Główny tancerz, wokalista pomocniczy, maknae                    | 17 listopada 1997(dts) | Korea Południowa  |

## Dyskografia
| Dyskografia koreańska Albumy studyjne Identify (2014) Flight Log: Turbulence (2016) Present: You (2018) Breath of Love: Last Piece (2020) Minialbumy Got It? (2014) Got Love (GOT♡) (2014) Just Right (2015) MAD (2015) Flight Log: Departure (2016) Flight Log: Arrival (2017) 7 for 7 (2017) Eyes On You (2018) Spinning Top (2019) Call My Name (2019) Dye (2020) Got7 (2022) | Dyskografia japońska Albumy studyjne Moriagatteyo (2016) Minialbumy Hey Yah (2016) TURN UP (2017) I WON’T LET YOU GO (2019) LOVE LOOP (2019) |